# 植物工場

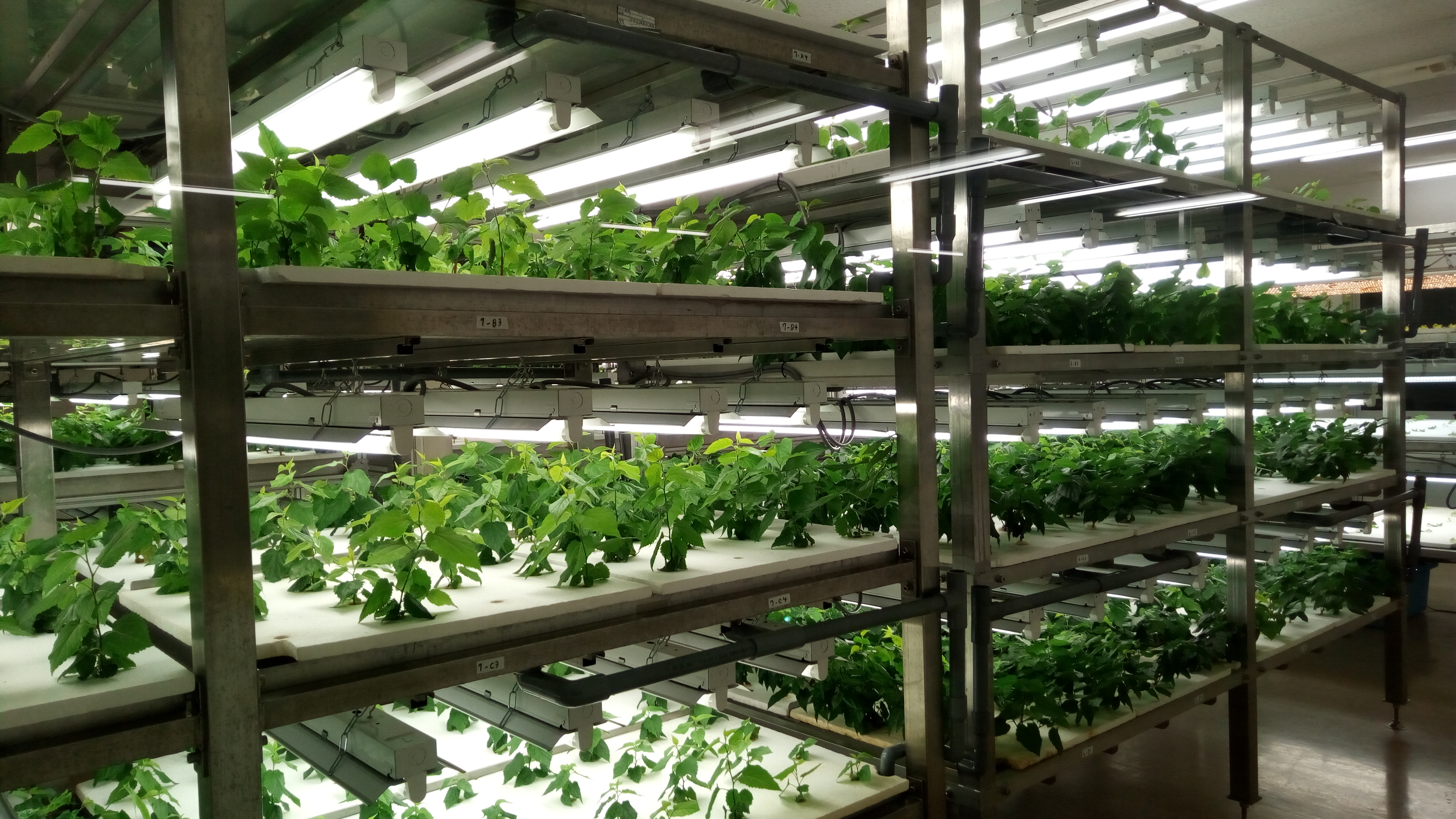
桑の植物工場（葉を生食用に栽培）

植物工場（しょくぶつこうじょう）とは、内部環境をコントロールした閉鎖的または半閉鎖的な空間で、野菜などの植物を計画的に生産するシステムである。植物工場による栽培方法を工場栽培と呼ぶ。

## 概要
植物工場は、安全な食料の供給、食材の周年供給を目的とした環境保全型の生産システムである。
一般に養液栽培を利用し、自然光または人工光を光源として植物を生育させる。また温度・湿度の制御、二酸化炭素施用による二酸化炭素飢餓の防止なども行う。これらの技術により、植物の周年・計画生産が可能になる。
植物工場には、ビル内などに完全に環境を制御した閉鎖環境をつくる「完全制御型」の施設から、温室等の半閉鎖環境で太陽光の利用を基本として、雨天・曇天時の補光や夏季の高温抑制などを行う「太陽光利用型」の施設などがある。ガラスハウスなどと呼ばれる簡易的なものはビニールハウスとの違いも少なく、どの程度の施設を植物工場と呼べるかという定義は明確ではない。

## 歴史
1957年にスプラウトの一貫生産を行ったデンマークのクリステンセン農場が植物工場の起源だと言われている。北欧では季節によって日照時間が非常に短くなるため、補光型の植物生産が以前から行われており、これを基礎として、オランダ等の欧州各地で高度な園芸技術が発展してきた歴史がある。
日本における植物工場の研究開発は、1974年（昭和49年）に日立製作所中央研究所（東京都国分寺市東恋ヶ窪）で開始された。日立製作所ではその基礎付けを行うため、レタスの一種であるサラダ菜を実験資料に選び、工場生産に必要と思われる環境条件と成長の関係について定量的で精密な成長データを蓄積した。こうして工場生産の原理である大量生産と規格化が実証された。
かつて日本では農地法の規制により、企業による農地取得が極めて困難であったことから、企業が農地以外の土地に植物工場を建設して農作物を栽培するというケースが存在した。
2009年に始まる植物工場の第三次ブームのきっかけを作ったのは、2008年に農林水産省と経済産業省が共同で立ち上げた「農商工連携植物工場ワーキンググループ」の発足である。翌2009年4月に報告書が出され、ほどなく100億円を越す補正予算が組まれた。また同年の第171回国会第171回国会（常会）で農地法改正が行われ、一般の株式会社やNPO法人など農業生産法人以外の法人であっても、リース方式で農地の権利が取得できるようになり、農業への参入ハードルが下げられた。
そうした流れにより、多くの企業が植物工場に関心を持ち、開発に携わるようになった。2009年からの第三次ブームからはイチゴの実用化が進んだほか、ワサビなども実験的に栽培されている。またもやしなどは種まきから袋詰め・出荷まで植物工場で一貫生産されている。きのこ類の工場生産についてはキノコ栽培を参照。
2018年には、神奈川県相模原市に本社を置く食品製造会社のプライムデリカにより、前年に新築した同社相模原第二工場に大規模植物工場「相模原ベジタブルプラント」が併設され、11月より操業開始した。種まきから収穫までをほぼ自動化した植物工場で、セブン-イレブンのプライベートブランド商品に使用する食材を栽培。収穫された野菜は外に出ることなく、直結する食品工場で加工して製品化して出荷するという一貫したシステムを構築している。
2021年には、村上農園がブロッコリーをベースにした改良品種、ブロッコリースーパースプラウトの安定製造の為の工場を建設。コントロールルームで遠隔管理するLED、霧吹き、送風ファンを備えた円筒型の回転式水耕栽培装置で育成し、3日での大量生産を可能とした。これらは食糧自給が困難な地域へと送られる。

## 完全制御型の植物工場
完全制御型の植物工場とは、外部と切り離された閉鎖的空間において、完全に制御された環境、すなわち人工的光源、各種空調設備、養液培養による生産を行う植物工場のことをいう。
日産株数により大型からミニまで、さまざまな規模のシステムが開発されている。大型と呼ばれるものは、通常レタス換算で日産1000株以上のもので、中型は日産数百株が目安になる。小型植物工場の多くはレストランなどに設置されて「店産店消」（飲食店などで野菜を作って店で消費する）を実現している。ミニ植物工場は専ら展示用あるいは家庭用である。

### 利点と欠点
一般に露地栽培と比較して、以下のような利点・欠点があるとされる。
利点
安定供給
冷夏や暖冬、台風などの気象変動の影響を受けることがなく、病原菌や害虫の被害にあうこともないため、凶作がなく、一定の量、形や味、栄養素などの品質、そして安定した価格での供給が可能である。
高い安全性
病原菌や害虫の侵入がないため、それらを予防・駆除するための農薬の散布も不要であり、無農薬栽培による安全な生産が可能となる。加えて細菌数が少なく、土等の付着もないため、洗浄せずに、あるいは簡易な洗浄のみで食べることができ、手間や水道費を削減することもできる。
これらの利点を活かして、中食・外食産業でも多く利用されている。植物工場産のレタスは、コンビニエンス・ストアなどで販売されているサンドウィッチに、サンチュは高級焼肉店の手巻き用野菜として定着している。2009年（平成21年）には、定食専門店「大戸屋ごはん処」を展開する大戸屋が植物工場「大戸屋 GREEN」を建設すると発表した。
高速生産
土壌によらず養液栽培することにより、連作障害を起こさずに連作が可能である。また、光の強さや日長、温度や湿度、培養液成分や二酸化炭素濃度をコントロールすることで、その植物の生育にとって最適な環境を作り出すことができ、成長を促進させることができる。そのため、短期間で出荷可能な状態まで育てられ、年十数作することも行われている。
土地の高度利用
その時々の植物の大きさに合わせ苗を移動させることにより、最大限の密度での栽培が可能である。さらには、棚状に複数段配置したり斜めに配置することにより、土地の利用効率を一層高めることが可能となる。
労務負担の軽減
栽培技術を標準化することができ、農業知識が乏しいパート・アルバイトでも作業できる。また労働環境が苛酷ではないため、高齢者や障害者による作業も可能となり、障害者を対象とした授産施設や特例子会社として植物工場が運営されているケースがある（舞浜ビジネスサービスなど）。ロボットなどによる機械化・自動化による省力化が可能で、離農による人手不足にも対応できる。
植物の性質の調節
育成する植物に照射する光源の色を変えることで、食感や栄養価の調節を可能にする。

欠点
高額な費用
工場の設置には各種設備をそろえる必要があり、高額な設備投資が必要である。また、生産に要する光熱費などの電力費用も相当額に上る。植物の育成のための光源（高圧ナトリウムランプ、蛍光灯、発光ダイオードなど）の電力費、光源から発生する熱の冷却、その他適温の維持のための空調費、などの多くの維持費用などがかかる。
一般的な植物工場の運営費を分析すると、電力費が全経費の1/3、設備償却費用が1/3となっており、植物工場の60%から75%が赤字となっているという。過去にはオムロン（2001年撤退）、ユニクロ（2004年撤退）も参入したが、いずれも撤退している。
近年は植物の育成に特化した高演色LEDが導入され、熱と光熱費の問題は大幅に改善されている。しかし、LEDには硫化ガスとマイグレーションによる劣化という特有の問題があり、維持管理や技術開発の新たなノウハウが必要とされる。
少ない栽培品目
イネの水耕栽培例もあるが、上述の高額な生産費用により採算の合う栽培品目は限られ、養液栽培が可能な品種の中でも商品として生産されているものは、リーフレタスなどの葉菜類や一部のハーブ類のみである。

## 太陽光利用型の植物工場
太陽光利用型の植物工場とは、温室等の半閉鎖環境において、太陽光の利用を基本として、雨天・曇天時の補光や夏季の高温抑制技術等により、周年・計画生産を行う植物工場のことを言う。
施設によっては、人工光による補光を行うものがある。また部分冷却等も行われる。これは温度上昇に対して空調費を抑えるため、施設の上部を開閉して、植物体やその一部に対し冷却を行う方法である。
また、太陽光による温度上昇に対処するため、外気を導入できるよう半閉鎖的な構造とした施設もある。その場合には細菌等の侵入もあるため農薬も必要となる。

### 人工光による完全制御型の植物工場と比較した場合
利点
光源を主として太陽光とすることから、光熱費を低く抑えることができる。
完全制御型では採算の合わない作物や、根菜など完全制御型と相性の悪い作物でも生産可能。
完全制御型より維持コストは低額で済む。
欠点
完全制御型の植物工場ほどの高効率・周年生産は不可能である。
完全制御型の工場は高層化が可能で設置場所の制限がないが、太陽光利用型は農地で行われ、設置時に広大な敷地が必要になる。